# Éducation aux médias et à l'information
Pour les articles homonymes, voir EMI.
 (juillet 2025).

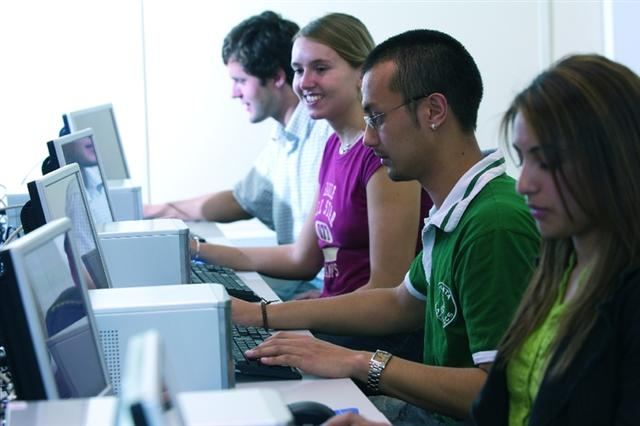
Des étudiants participent à un atelier sur des ordinateurs.

L’éducation aux médias et à l’information vise à développer les connaissances et les compétences des individus pour leur permettre d’utiliser avec discernement les médias de manière critique et créative tant dans la vie quotidienne que professionnelle.
Par le terme « médias », on entend tous les moyens d’information, de communication, de divertissement, d’influence, de réseautage, d’enseignement et d’apprentissage, d’organisation du quotidien, etc., autrement dit, non seulement les médias de masse traditionnels (livres, journaux, cinéma, radio, télévision), mais aussi les médias numériques (Internet, réseaux sociaux, applications de communication, agents conversationnels, dispositifs de réalité virtuelle ou augmentée, jeux informatiques, etc.).
L'éducation aux médias et à l'information est, dans le système éducatif français, un enseignement pluridisciplinaire, présent dans les programmes des cycles 2 et 3 (du CP à la 6e), du cycle 4 (de la 5e à la 3e) et du lycée (de la seconde à la terminale). C'est la raison d'être du CLEMI (Centre de liaison de l'enseignement et des médias d'information), fondé en 1983 ; la notion apparaît pour la première fois dans le socle commun en 2006, puis dans la loi d'orientation et de programmation pour la refondation de l'École de la République du 8 juillet 2013. Dans le canton de Genève (Suisse), l'éducation aux médias et à l'information est également prise en compte dans le système scolaire. Elle est abordée à travers différents enseignements, notamment dans les cours d'éducation citoyenne et de MITIC (Médias, Images et Technologies de l'Information et la Communication), conformément aux objectifs définis dans le Plan d'études romand (PER). 
Son objectif est de permettre aux élèves d'acquérir une culture de l'information et des médias. Il s'appuie sur les préconisations de l'UNESCO qui promeuvent une nécessaire maîtrise de l'information pour devenir citoyen d'une société numérique. Il s'inscrit dans le parcours Citoyen, l'un des quatre parcours éducatifs prévus par la loi de refondation de l'école de 2013.

## Origines: de laMedia and Information Literacy(MIL) à l'éducation aux médias et à l'information (EMI)
Avant les années 1990, les sciences de l'information étudient principalement les compétences relatives à la recherche d'information. La Media Literacy, un champ de recherche qui émerge aux alentours des années 1970, s’intéresse traditionnellement à l'analyse de l'information et à sa diffusion à travers différentes formes de médias.
En 2003, l'UNESCO organise une conférence internationale à Prague pour débattre de l'importance de l’Information literacy. Dans la déclaration qui en résulte, cette dernière est définie comme une clé pour le développement social, culturel et économique des pays, des institutions et des individus du XXIe siècle. La maîtrise de l'information devient indispensable dans le cadre du droit de chacun à pouvoir apprendre tout au long de la vie. En 2005, la conférence d'Alexandrie introduit de nouveau l'information literacy, présentée maintenant comme un droit de l'homme, nécessaire à la démocratie. Elle a pour objectif de donner à tous les citoyens les moyens d’acquérir une réelle maîtrise de l’information.
En 2012, l'UNESCO parle désormais de Media and Information Literacy ou M.I.L. Dans la traduction française du « programme de formation pour les enseignants », l’acronyme est traduit par E.M.I. (Éducation aux Médias et à l’information). Deux domaines distincts sont désormais associés : l’éducation aux médias (media literacy) et l'éducation à l'information (information literacy). En matière d'éducation à l'information il s'agit pour les élèves d'être capable de "reconnaître quand émerge un besoin en information puis de trouver, évaluer et enfin exploiter cette information". L'éducation aux médias a quant à elle pour objectif de permettre aux élèves de comprendre les fonctions des médias, d'en évaluer les effets, et d'être capable de les utiliser et de s'exprimer par leur biais. Aujourd’hui ces deux domaines sont fortement liés à la maîtrise du numérique (en matière de fonctionnement, d'évaluation, de production). Ainsi, les réflexions autour de la littératie de l'information englobent également les littératies médiatique et numérique. On parle alors de translittératie. Les enseignants sont considérés comme les acteurs incontournables pour en promouvoir le développement.
Les trois grands domaines du programme de formation des enseignants sont :
1. La connaissance et compréhension des médias et de l’information dans la perspective du débat démocratique et de la participation sociale ;
2. L'évaluation des textes médiatiques et des sources d’information ;
3. La production et utilisation des médias et de l’information.

L'EMI est une combinaison des Sciences de l'information et des Sciences des médias, au niveau mondial, en France sous l'angle des Sciences de l'information et de la communication. L’intérêt d'être un « lettré » en information et média est alors de se positionner dans la société numérique : nous aurions besoin d'être capable d'utiliser, de comprendre, de se renseigner, de créer, de communiquer et d'avoir une pensée critique. Il serait important d'avoir la capacité de réellement accéder, organiser, analyser, évaluer et créer des messages sur différents supports. La nature évolutive de l'EMI comprend des travaux créatifs et la naissance de nouveaux champs de connaissances, ainsi  publier et collaborer de façon responsable nécessitent des connaissances éthiques, culturelles et sociales.

## En France
Le concept de la formation à la maîtrise de l’information est considéré comme crucial par l’UNESCO, pour permettre aux populations de faire face au défi du bon usage de l’information. C’est dans cette perspective que se situent les apprentissages scolaires avec notamment l’éducation aux médias et à l’information. Du fait d'un contexte particulier, l'éducation aux médias et à l'information, transversale dans le système éducatif français, tend à se démarquer d'un modèle international. Elle se distingue de l'information-documentation, domaine d'enseignement des professeurs documentalistes. En tant que telle, l'éducation aux médias et à l'information n'est instituée que pour le cycle 4, de la 5e à la 3e. Pour autant, en considération de contenus en information-documentation et en éducation aux médias, l'EMI peut apparaître, de manière plus ou moins dense, dans les autres cycles et au lycée.

### L'information et les médias avant l'éducation aux médias et à l'information
Depuis 1973, dans les établissements du secondaire, le Centre de documentation et d'information (CDI) est un lieu didactisé dédié aux apprentissages associés à la notion d'information. La circulaire de missions du 13 mars 1986 confirme le rôle des personnels responsables du CDI pour ces apprentissages, avec l'Initiation à la recherche documentaire (IRD). En 1989, la création du CAPES de documentation est une nouvelle étape pour instituer des apprentissages info-documentaires sous la responsabilité du professeur documentaliste.
En 1983, est créé le CLEMI, Centre de liaison pour les moyens d’information, devenu en 2007 le Centre de liaison de l'enseignement et des médias d’information. Cet organisme fait partie du réseau CANOPE et sert à promouvoir et accompagner l'éducation aux médias dans les établissements du primaire et du secondaire. Les médias sont compris ici comme les médias d'information, avec des partenariats proposés avec des chaînes de télévision et des stations de radio. Peu à peu le CLEMI a proposé un accompagnement des enseignants également pour l'utilisation d'outils de production et d'expression à utiliser avec les élèves, dans le sens d'une « éducation par les médias ». Aujourd'hui le CLEMI développe des outils pour les enseignants pour travailler avec des médias en classe (journal imprimé, webradio, webTV...), avec un ensemble de conseils relatifs au droit de l'information.
Dans leur pratique pédagogique, les professeurs documentalistes ont largement contribué au développement de l'éducation aux médias dans les collèges et lycées, en complémentarité avec l'initiation à la recherche documentaire et le développement de la production documentaire des élèves à l'issue des recherches. Dans les années 2000, le développement du parc informatique dans les collèges et lycées a favorisé cette évolution. Depuis 2004, les professeurs documentalistes sont davantage associés, dans leur formation, aux Sciences de l'information et de la communication, avec dans leur pratique des apprentissages qui participent d'un développement de la culture informationnelle des élèves : connaissance des environnements informationnels et numériques, savoirs relatifs à la recherche d'information et à l'exploitation de cette information pour des productions documentaires, connaissance des médias d'information, des médias sociaux, de l'histoire de la communication, développement de notions de droit de l'information. On parle alors d'information-documentation ou d'apprentissages info-documentaires, en complémentarité avec l'éducation aux médias, avec des éléments communs avec l'informatique. Alors qu'il existe une formation initiale en information-documentation, pour le CAPES de documentation, il n'en existe pas pour l'éducation aux médias.

### Dans l’Éducation nationale
Depuis juillet 2013, l'éducation aux médias et à l'information est inscrite dans le code de l'éducation comme devant être dispensée à tous les élèves des collèges. Selon la loi, la formation scolaire  « développe les connaissances, les compétences et la culture nécessaires à l'exercice de la citoyenneté dans la société contemporaine de l'information et de la communication. ». Le Conseil supérieur des programmes intègre ce nouvel enseignement, mais uniquement dans le cycle 4. Denis Tuchais, professeur documentaliste, est chargé de développer un programme.
L'EMI est désormais instituée en tant qu'enseignement dans les programmes de cycle 4, dans le cadre de la réforme du collège 2016. L'éducation aux médias et à l'information s'inscrit aussi dans le Parcours citoyen, elle y est mise en lien avec l'Enseignement moral et civique (ou EMC), dans le contexte particulier des attentats et des questionnements sur la lecture des médias et sur l'utilisation importante des médias sociaux en ligne par les enfants. Cependant, l’EMI reste un enseignement transversal et non une discipline scolaire. Certes, elle touche plus particulièrement plusieurs disciplines mais les notions info-documentaires ne figurent pas de manière équilibrée dans leurs programmes et sont traitées de manière variée. C’est dans ce contexte que les professeurs documentalistes interviennent. Au sein de l'équipe pédagogique, l'organisation de cet enseignement est une des compétences des professeurs documentalistes, « enseignants et maîtres d'œuvre de l'acquisition par tous les élèves d'une culture de l'information et des médias », avec la nécessité pour eux de « maîtriser les connaissances et les compétences propres à l'éducation aux médias et à l'information », selon le référentiel de compétences professionnelles actualisé en juillet 2013. Cette transversalité de l’EMI pose la question de la cohérence pédagogique, mais aussi celle de la cohérence de l’évaluation, étant donné que plusieurs professeurs travaillent sur cet enseignement.
La question d'un curriculum info-documentaire est alors un enjeu primordial. C'est pourquoi, le Groupe de Recherche sur la Culture et la Didactique de l'Information a défini douze propositions pour un curriculum des notions qui seront transdisciplinaires pour des enseignements, des apprentissages cohérents et pertinents pour les élèves. Leurs objectifs principaux sont donc la connaissance et la compréhension des pratiques informationnelles indispensable aujourd'hui pour les jeunes générations afin d'élaborer une intellectualisation, la perspective d'une translittératie qui est primordiale dans ce curriculum avec notamment l'intégration de l'EMI et de l'enseignement info-documentaire. Par ailleurs, la matrice disciplinaire, la définition des finalités éducatives, la question de la progressivité des apprentissages, les démarches pédagogiques, les activités à proposer aux élèves, les différents objets didactiques, les articulations avec les autres disciplines, les différentes évaluations et la question de la formation des formateurs figurent parfaitement dans ce curriculum, permettant une inscription dans un cadre commun des différentes disciplines.
L'EMI fait partie des objectifs d'acquisition des compétences du socle commun de connaissances, de compétences et de culture pour tous les élèves de la primaire à la fin du collège, de l'école publique comme de l'école privée sous contrat.

#### À l'école élémentaire (programmes du cycle 2 et cycle 3)
Pour le cycle 2, du CP au CE2, il est fait mention de l'EMI dans les programmes : elle « permet de préparer l'exercice du jugement et de développer l'esprit critique ». C'est, dans le domaine 2 du Socle commun, « fréquenter des bibliothèques et des centres de documentation pour rechercher de l'information », de même que « la familiarisation aux techniques de l'information et de la communication contribue à développer les capacités à rechercher l'information, à la partager, à développer les premières explicitations et argumentations et à porter un jugement critique », que « la fréquentation et l'utilisation régulières des outils numériques au cycle 2, dans tous les enseignements, permet de découvrir les règles de communication numérique et de commencer à en mesurer les limites et les risques ».
Pour le début du cycle 3, en CM1 et CM2, l'EMI se fait en continuité du cycle 2 pour « familiariser les élèves avec une démarche de questionnement dans les différents champs du savoir. Ils sont conduits à développer le sens de l'observation, la curiosité, l'esprit critique et, de manière plus générale, l'autonomie de la pensée. » Ainsi « les élèves se familiarisent avec différentes sources documentaires, apprennent à chercher des informations et à interroger l'origine et la pertinence de ces informations dans l'univers du numérique ». La compétence « s'informer dans le monde du numérique » est mise en avant, en histoire et géographie, avec en particulier un thème en CM2, « Communiquer d'un bout à l'autre du monde grâce à l'Internet ». En sciences et technologie, c'est « Effectuer des recherches bibliographiques simples et ciblées[, extraire] les informations pertinentes d'un document et les mettre en relation pour répondre à une question » ou encore « Identifier des sources d'informations fiables ».

#### Au collège (programmes du cycle 3 et cycle 4)
À la fin du cycle 3, en 6e, les enseignants, pour l'EMI, sont renvoyés aux programmes du cycle 4, au-delà de ce qui existe pour le CM1 et le CM2. Il existe toutefois des éléments associés à l'information-documentation et aux médias :
- « les élèves découvrent le fonctionnement du centre de documentation et d’information. Le professeur documentaliste intervient pour faire connaitre les différents modes d'organisation de l'information (clés du livre documentaire, bases de données, arborescence d'un site) et une méthode simple de recherche d'informations. »
- « Outre la recherche d'informations, le traitement et l'appropriation de ces informations font l'objet d'un apprentissage spécifique, en lien avec le développement des compétences de lecture et d'écriture. En 6e, le professeur documentaliste est plus particulièrement responsable de ces apprentissages, en lien avec les besoins des différentes disciplines. »

L'EMI est mise en œuvre tout au long du cycle 4, de la 5e à la 3e. Elle s'articule autour de trois axes :
- une connaissance critique de l’environnement informationnel et documentaire du XXIe siècle,
- un accès à un usage sûr, légal et éthique des possibilités de publication et de diffusion,
- une maîtrise progressive de sa démarche d’information, de documentation.

Afin d'encadrer et de définir les compétences à développer par les élèves dans le cadre de l'EMI, le Ministère de l'Éducation Nationale a publié en novembre 2015 un référentiel composé de 27 énoncés, énumérant des savoir-faire et des savoirs, réparties en quatre parties :
- Utiliser les médias et les informations de manière autonome,
- Exploiter l'information de manière raisonnée,
- Utiliser les médias de manière responsable,
- Produire, communiquer, partager des informations.

Six compétences relèvent de l'éducation aux médias, les autres de l'information-documentation. La mise en œuvre est interdisciplinaire, selon les programmes, avec quelques indications dans le texte. En français, par exemple, « on veille à développer, avec le CDI et le professeur documentaliste, les compétences essentielles et omniprésentes maintenant à tous les niveaux de la formation, relatives au traitement de l'information, à la connaissance et à l'usage des médias. » Les EPI, enseignements pratiques interdisciplinaires, sont notamment propices au développement des savoirs associés à la recherche et à la publication d'informations.

#### Au lycée général, technologique et professionnel
En lycée l’EMI est travaillée en pluridisciplinarité. Elle est donc présente dans les programmes des différentes disciplines enseignées au lycée général et technologique, ainsi qu'au lycée professionnel. Tous les enseignants doivent participer à l’éducation aux médias et à l’information (EMI) en lien avec leur discipline. Le professeur documentaliste, quant à lui, exerce un rôle central puisqu’il est désigné comme «enseignant et maître d'œuvre de l'acquisition par les élèves d'une culture de l'information et des médias » dans la circulaire qui définit ses missions.
À la suite de la réforme du lycée et donc à la rénovation des programmes d’enseignement, le CLEMI propose des documents qui recensent la présence de l’« éducation aux médias et à l’information » et de l’« éducation aux données » dans l’ensemble des programmes du lycée. À ce titre, le CLEMI a identifié que 88 % des programmes de lycée professionnel et 64 % des programmes de lycée général et technologique offrent la possibilité de faire de l’EMI.
Il existe également plusieurs documents de référence sur l'Éducation aux Médias et à l’Information pour aider à la mise en place comme notamment le Vademecum EMI de janvier 2022 et le référentiel CNIL de formation des élèves à la protection des données personnelles, mais aussi la circulaire EMI.
La circulaire EMI du 24 janvier 2022 a pour objectif de fournir des orientations et des recommandations pour la mise en œuvre de l’éducation aux médias et à l’information (EMI) dans les établissements scolaires français. Elle évoque le fait de renforcer la culture de l’information dans les établissements publics locaux d’enseignement (EPLE) avec la visée de développer une culture critique et réflexive face aux médias et à décrypter, analyser et évaluer les sources d’informations. L’autre point important de cette circulaire est le rappel et l’encouragement d'intégrer l’EMI dans les différentes disciplines avec des projets interdisciplinaires et de l’importance de cette dernière dans la formation des élèves. La circulaire parle aussi de la collaboration avec les partenaires extérieurs comme les médias, les associations, les lieux culturels, … 
L’EMI est également un rôle central du professeur-documentaliste, défini comme “maître d'œuvre de l’acquisition d’une culture de l’information et des médias par tous les élèves” dans sa circulaire de missions. Il peut exercer des heures d’enseignement à l’aide d’heures d’interventions pédagogiques, pour contribuer à l’acquisition par les élèves des diverses compétences incluses dans le socle commun ainsi que le reste des contenus de formation. À partir de la mise en place du projet de réforme proposé par Gabriel Attal le 08 novembre 2023, l’EMI va être incluse dans l'Éducation Morale et Civique (EMC), qui est au programme d’histoire-géographie des lycées généraux et technologiques. L’EMI deviendra donc l’une des missions du professeur d’histoire-géographie. La défense de la place de l’EMI comme rôle du professeur-documentaliste a soulevé quelques débats dans la profession depuis cette annonce.
Dans chaque lycée, comme dans tous les EPLE (établissements publics locaux d’enseignement), les professeurs peuvent devenir référents EMI. Si, souvent, les référents EMI sont professeurs-documentalistes, tous les professeurs de disciplines peuvent y prétendre. L’Académie de Bordeaux, par exemple, a établi une application, DECADE, permettant d’accompagner les référents EMI dans leur rôle. Cette application leur a également permis d’établir un recensement des établissements ayant ou non un référent EMI. Par exemple, au 31 décembre 2023, il y a 646 référents culture dans l’Académie de Bordeaux, dont 54,9% de professeurs-documentalistes.
On peut aussi lier l'Éducation aux médias et à l'information avec le numérique notamment avec la certification PIX depuis septembre 2019. Le CLEMI de Besançon a publié le document PIX et SNT - Tester ses compétences sur ce sujet en novembre 2019.
Sur le site Eduscol du ministère de l’éducation nationale, de nombreuses ressources et d’idées sont proposées pour le lycée sur la page de l’Education aux médias et à l’information. On peut retrouver sur le site des actions menées par le CLEMI ou par des partenaires comme avec le concours Kaleidoscoop. Le ministère cite aussi de nombreuses associations comme l‘Alliance pour l’éducation aux médias ou Fake Off.
Quelques exemples de liens avec l'EMI dans les nouveaux programmes du lycée :
- en SNT (Sciences Numériques et Technologies) : l’EMI est associée à la partie « Impact sur les parties humaines » dans le programme de seconde générale et technologique.
- en EMC (Enseignement Moral et Civique) : l’EMI est présente dans le thème intitulé « La liberté, nos libertés, ma liberté » du programme de lycée professionnel en relation notamment avec la question de la démocratie et de la liberté de la presse, de l’entrée internet et liberté ou encore celle de la liberté d’expression. Ces notions sont également présentes dans le programme de seconde générale et technologique dans les axes 1 et 2 du programme d’EMC intitulés « Des libertés pour la liberté » et «Garantir les libertés, étendre les libertés : les libertés en débat ».
- dans l'option Droit : l’EMI est liée avec la partie « Création et technologie numérique », du programme optionnel de terminale générale, pour aborder la question de la propriété intellectuelle, la protection des données à caractère personnel ainsi que l’intelligence artificielle et la justice.
- en Français : l’EMI peut être abordée en relation avec la partie « S’informer, informer : les circuits de l’information » du programme de seconde professionnelle.

Le CLEMI a mis à disposition un document d’entrée en février 2019 sur le repérage des connaissances et des compétences de l’EMI dans les programmes du lycée professionnel. En se basant sur ce document, on voit que plusieurs disciplines intègrent l'EMI.
Dans les programmes du lycée professionnel, les disciplines où l'on trouve de l’éducation aux médias et à l’information (EMI) sont principalement le français et l'enseignement moral et civique (EMC) en seconde professionnelle et dans les classes préparant au CAP (certificat d’aptitude professionnelle). Pour les classes préparant au baccalauréat professionnel, on retrouvera de l'EMI essentiellement en Économie-droit et en Économie-gestion.

### Dans l'enseignement agricole
Sous la tutelle du Ministère de l’agriculture de l’agroalimentaire et de la forêt, l’enseignement agricole français est une spécificité de la métropole par l'organisation des enseignements, les disciplines et les expérimentations pédagogiques.
L’EMI n'est pas mentionnée explicitement dans les programmes, mais elle est abordée de la seconde professionnelle au Brevet de Technicien Supérieur Agricole dans différentes disciplines. Celles-ci sont organisées en modules pluridisciplinaires, ce qui permet une transversalité des apports. Les enseignants de français, histoire-géographie, éducation socio-culturelle (ESC), info-documentation, technologies de l’informatique et du multimédia abordent l’EMI à des degrés divers dans des modules communs. Il s'agit par exemple des modules EG1 en seconde professionnelle,  EATDD en seconde générale et technologique, M5, M6 M7 en baccalauréat technologique, et M41 en BTSA.
Des modules spécifiques au développement d'une culture de l'information et des médias existent en baccalauréat professionnel et en BTSA. En baccalauréat professionnel, la culture de l'information et des médias est développée par l’enseignant d’Éducation socioculturelle et par le professeur documentaliste, leurs missions étant définies comme complémentaires :
L’enseignant d’ESC aborde le média et l’information. Les objectifs sont les suivants : identifier les enjeux de la communication médiatisée pour se situer dans la vie sociale, civique et culturelle, analyser la diffusion de masse de l’information par les médias, débattre du rôle des médias du point de vue éthique et civique et des enjeux citoyens de la nécessité de s’informer.
Le professeur documentaliste traite, lui, de l’information, de sa création, de sa catégorisation et de son évaluation. Les objectifs sont de répondre à un besoin d’information professionnel ou culturel en mobilisant la connaissance de l’information-documentation, décrypter l’information et son organisation dans la société contemporaine, identifier le besoin d’information, réaliser une typologie de l’information et du document, structurer ces éléments dans le contexte d’un système d’information documentaire (espace ressource, base de données, Web) au travers de l’analyse d’exemples concrets appartenant à la sphère culturelle ou professionnelle, traiter l’information pour un usage ciblé contribuant à la compréhension du relativisme culturel du monde contemporain (recherche, analyse et communication), pratiquer de manière raisonnée la recherche documentaire (besoin, collecte et traitement de l’information), évaluer la qualité de l’information collectée (pertinence, validité, fiabilité), structurer l’information en vue de sa diffusion (réécriture, référencement, classement).
Il est à noter que la discipline TIM en bac technologique et en BTSA, met en évidence les notions d’information et de données dans une approche plutôt mathématique de l’information liée au traitement de données et à l’usage de « logiciels de cartographie » ou de système d’information géographique (SIG).
En BTSA les enseignants d’information-documentation, d’éducation socio-culturelle et de français travaillent ensemble dans le module M2.2. Ils développent les objectifs suivants en relation avec l’EMI : répondre à un besoin d’information, mobiliser les concepts et les techniques nécessaires à une recherche et à un traitement de l’information pertinents, mettre en œuvre sa capacité d’organisation et de communication de l’information dans le cadre d’une démarche de médiation documentaire. Sur ces objectifs, le professeur documentaliste est le premier responsable pédagogique : « Les objectifs du programme de documentation abordent d’une part la maîtrise des notions de base : l’information, le document, le système d’information, l’évaluation de la qualité de l’information, les processus mentaux de traitement de l’information et d’autre part la maîtrise des outils documentaires : langages documentaires, référencement des sources, analyse et organisation de l’information. Enfin une démarche de médiation documentaire est à mettre en œuvre par les étudiants. » 
Enfin les trois enseignants du module et l’enseignant TIM mettent en œuvre la construction d’un « regard critique, en particulier sur l‘information provenant d‘internet et il est attendu des élèves « l‘acquisition d‘une culture informationnelle qui englobe celle de l‘information, celle de l‘informatique et celle des médias ».

## Confusions fréquentes et controverses

### L'éducation aux médias (EAM) et l'éducation aux médias et à l'information (EMI)
Du fait d'une proximité sémantique évidente, confusion est souvent faite entre l'éducation aux médias, qui concerne les médias d'information, les médias de masse, et l'éducation aux médias et à l'information, qui concerne un plus grand nombre de champs notionnels. Alors qu'ils communiquent autour de l'EMI, plusieurs acteurs de l'éducation nationale ou de la société civile traitent d'éducation aux médias. C'est le cas du CLEMI, qui a par exemple mis à jour sa publication sur l'éducation aux médias dans les programmes scolaires, en 2013, en ajoutant simplement « et à l'information » à sa publication de 2008 sans aller au-delà de l'EAM. C'est aussi le cas de l'association Mediaeducation.fr, qui emploie plusieurs expressions associées à l'information, avec une notion réduite à l'information diffusée par les médias de masse. Autre exemple, l'EMI a fait l'objet d'une convention entre le Ministère de l’Éducation Nationale, de l'Enseignement Supérieur et de la Recherche et le Ministère de la Culture et de la Communication le 17 décembre 2015, essentiellement pour l'éducation aux médias, associée à la mission du Ministère de la Culture et de la Communication en faveur de ces médias, mais avec des confusions à longueur de texte entre les deux expressions de l'EAM et de l'EMI.

### L'information-documentation et l'éducation aux médias et à l'information (EMI)
Lors de la réflexion sur les programmes en EMI, le Conseil supérieur des programmes a procédé à des consultations. Deux acteurs ont en particulier contribué au travail relatif à l'EMI, le GRCDI, Groupe de recherche sur la culture et la didactique de l'information, et l'APDEN, Association des professeurs documentalistes de l’Éducation nationale. Au sujet du socle commun comme au sujet de l'EMI, les contributions de ces deux collectifs, l'un de chercheurs en Sciences de l'information et de la communication, l'autre d'enseignants, ont été proposés sous l'angle de l'information-documentation, leur domaine de référence pour l'enseignement secondaire.
À l'issue des réflexions, il apparaît que les trois axes choisies par le Conseil supérieur des programmes sont assimilables aux axes proposés par le GRCDI et repris dans la conception d'un curriculum en information-documentation par l'APDEN. La logique de présentation de compétences, sans notions associées, dans les programmes d'EMI, s'éloigne par contre du domaine de l'information-documentation à maints égards. Pour autant la confusion est alimentée par le Ministère de l'éducation nationale, dans le dossier Eduscol, avec un discours sur la présence de l'éducation aux médias et à l'information dans les cycles 2 et 3, par exemple, alors qu'il s'agit davantage de traces d'information-documentation et d'éducation aux médias.

## Perspectives
Avec l’intensification de la numérisation de toutes les sphères de la société et des nouveaux modes de diffusion et de consommation de produits culturels et d’information, le champ de l’éducation aux médias et à l’information doit être étendu à de nouveaux domaines (culture informatique, identité numérique, sécurité et défense, cyberdépendance) et à toute la population adulte. Par ailleurs, les parents et les éducateurs doivent être sensibilisés aux risques spécifiques liés à l’usage intense des appareils numériques pour les enfants. En effet, la surexposition des très jeunes enfants aux écrans de toute nature (télévision, smartphone, tablette, etc.) est susceptible d’être la cause de troubles sévères de l’attention, du langage, de la motricité et du comportement. En outre, la diffusion d’images et de données personnelles sur internet par leurs parents (sharenting) représente une menace pour l’identité numérique d’enfants qui n’ont pas la capacité de discernement et ne sont pas en mesure de faire valoir leur droit à l’image.